# Lasséran
Lasséran é uma comuna francesa na região administrativa de Occitânia, no departamento de Gers. Estende-se por uma área de 15,06 km². Em 2010 a comuna tinha 389 habitantes (densidade: 25,8 hab./km²).